# たそがれ食堂
『たそがれ食堂』（たそがれしょくどう）は、幻冬舎コミックスが日本国で発行する漫画書籍である。

## 概要
料理漫画のみを扱う選集（アンソロジー）として、2017年（平成29年）6月15日にvol.1が発売された。収録された作品は連載を前提としており、幻冬舎コミックスのウェブ・ページでも雑誌に分類しているが、判型をA5判としたコンビニ・コミックスで、雑誌コードと共にISBNを振り、叢書「バーズコミックス プラス」の一書としている。当初は、隔月15日ごろに定期発行するとしていたが、vol.24から不定期となり、2022年（令和4年）2月17日発行のvol.25を最後に続巻は発行されていない。他方、2021年（令和3年）6月15日から幻冬舎コミックスが運営する電子書籍ストア「comicブースト」で、『たそがれ食堂 web先行配信版』の配布を開始した。これをweb.1として、隔月毎の配信が続いている。

## 書誌等情報

### 紙版
通常版
- 1巻（vol.1）、2017年6月15日。ISBN 978-4-344-83981-6。全国書誌番号:22905476。[8]
- 2巻（vol.2）、2017年8月19日。ISBN 978-4-344-84042-3。全国書誌番号:22935871。[9]
- 3巻（vol.3）、2017年10月16日。ISBN 978-4-344-84087-4。全国書誌番号:22965013。
- 4巻（vol.4）、2017年12月15日。ISBN 978-4-344-84123-9。全国書誌番号:22998526。
- 5巻（vol.5）、2018年2月15日。ISBN 978-4-344-84164-2。全国書誌番号:23107288。[10]
- 6巻（vol.6）、2018年4月16日。ISBN 978-4-344-84217-5。全国書誌番号:23043559。
- 7巻（vol.7）、2018年6月15日。ISBN 978-4-344-84248-9。全国書誌番号:23068341。[11]
- 8巻（vol.8）、2018年8月17日。ISBN 978-4-344-84291-5。全国書誌番号:23101340。[12]
- 9巻（vol.9）、2018年10月16日。ISBN 978-4-344-84327-1。全国書誌番号:23125936。[13]

ローソン限定版
- 「2020•秋〜宅飲み編〜」2020年9月17日。ISBN 978-4-344-84717-0。全国書誌番号:23447407。[14]
- 「2021•初春〜我が家の宴編〜」2021年1月18日。ISBN 978-4-344-84791-0。[15]
- 「2021•春〜肉食編〜」2021年3月16日。ISBN 978-4-344-84828-3。[16]
- 「2021•夏〜爆飲ビール編〜」2021年7月16日。ISBN 978-4-344-84887-0。全国書誌番号:23769173。[17]

### 電子版
- 1巻（web.1）、2021年6月15日。[18]
- 2巻（web.2）、2021年8月16日。
- 3巻（web.3）、2021年10月15日。[19]
- 4巻（web.4）、2021年12月15日。[20]
- 5巻（web.5）、2022年2月15日。
- 6巻（web.6）、2022年4月15日。[21]
- 7巻（web.7）、2022年6月15日。[22]
- 8巻（web.8）、2022年8月15日。[23]
- 9巻（web.9）、2022年10月17日。[24]
- 10巻（web.10）、2022年12月15日。[25]
- 11巻（web.11）、2023年2月17日。[26]
- 12巻（web.12）、2023年4月14日。[27]
- 13巻（web.13）、2023年6月16日。[28]
- 14巻（web.14）、2023年8月18日。[29]
- 15巻（web.15）、2023年10月13日。[30]

## 脚註

### 註釈
1. ↑  『たそがれ食堂』を『月刊バーズ』の増刊とする記事もある[5]。